# Prins(es) van Oranje-Nassau
Prins(es) van Oranje-Nassau is een titel die in de geschiedenis door leden van het geslacht Oranje-Nassau werd gedragen en tegenwoordig wordt gebruikt door de leden van het Nederlandse Koninklijk Huis. Behalve koning Willem-Alexander en koningin Máxima zijn de leden van het Koninklijk Huis in de lijn van de troonopvolging in de regel ook prins of prinses der Nederlanden.

## Prinsentitel in de geschiedenis
Het gebruik om de titel Prins of Prinses van Oranje-Nassau te dragen ontstond bij de wettelijke kinderen en nakomelingen van prins Willem van Oranje, die zowel Prins van Oranje was als Graaf van Nassau en daarmee stichter van het vorstelijke Huis Oranje-Nassau. In de geschiedenis werd de titel soms afgewisseld als "Prins van Oranje en Nassau" of "Prins van Oranje Nassau", zonder tussenstreepje. Was het gebruik ervan eerst sporadisch en inconsequent, het voeren ervan door de leden van het Huis van Oranje-Nassau werd concreet nadat Johan Willem Friso van Nassau-Dietz de titel Prins van Oranje erfde en alle belangrijke Nassau landeren en bezittingen samenvoegde tot het Vorstendom Nassau-Oranje. Eerder was de titel vooral de traditionele benaming van de kinderen van de Prinsen van Oranje, en later, sinds de monarchie, van de Koningen der Nederlanden. Sinds de regering van koningin Wilhelmina is de titel officieel gecodificeerd en diens gebruik ervan vastgelegd per koninklijk besluit.

## Prinsentitel sinds 1937
In 1901 trouwde koningin Wilhelmina met Hendrik van Mecklenburg-Schwerin en hiermee dreigde uit de naam "Van Oranje-Nassau" het element 'Nassau' verloren te gaan. Dit werd echter voorkomen door een beroep te doen op een verdrag dat de verschillende takken van het Huis Nassau in 1736 hadden afgesloten. Koningin Wilhelmina bepaalde daarna bij Koninklijk besluit in 1937 dat de naam Van Oranje-Nassau door alle kinderen van (destijds) prinses Juliana zou worden gedragen met en benevens den naam, welke Zij aan het Geslacht van Hunnen Vader ontlenen. Daardoor droegen alle kinderen van Juliana de titel prins of prinses van Oranje-Nassau.

## Prinsentitel sinds 2002
Sinds de Wet lidmaatschap Koninklijk Huis van 30 mei 2002 wordt geregeld wie lid is van het Koninklijk Huis en de daaraan verbonden titels verkrijgt. Volgens artikel 9 van deze wet dragen de koning der Nederlanden, diens vermoedelijke opvolger (Prins(es) van Oranje) en de koning die afstand heeft gedaan van het koningschap, de titel Prins(es) van Oranje-Nassau. De andere leden van het Koninklijk Huis kunnen deze titel krijgen bij Koninklijk Besluit. En voor degenen die het lidmaatschap hebben verloren wordt binnen drie maanden bij koninklijk besluit bepaald of zij de titel Prins(es) van Oranje-Nassau als persoonlijke titel mogen behouden.

## Afgeleide titels: Graaf van Oranje-Nassau
Bij het huwelijk van prins Constantijn en Laurentien Brinkhorst in 2001 heeft de Nederlandse regering besloten de verlening van de prinsentitel te beperken. Hun kinderen, Eloise, Claus-Casimir en Leonore, werd de adellijke titel graaf of gravin van Oranje-Nassau verleend, naast het predicaat van jonkheer of jonkvrouw van Amsberg. Luana en Zaria, de dochters van prins Friso en Mabel Wisse Smit dragen ook alleen deze graventitel en het predicaat.
Alhoewel de Eerste en de Tweede Kamer het eens waren met het besluit van de regering om verlening van de prinsentitel te beperken waren er wel vragen. Zo zag de VVD niet in waarom de kinderen van prins Constantijn het met graaf moesten doen terwijl hun vader prins is en ze in theorie nog tot de troon kunnen worden geroepen. De VVD vond de naam- en titelgeving bij het koninklijk huis ook ronduit 'onsamenhangend'. D66 vroeg zich af of een en ander niet in strijd is met het adelsrecht en de ChristenUnie sprak van 'krenterigheid'. De niet-erfelijke prinsentitel is tenslotte ook verleend aan de kinderen van prinses Margriet.